# Lush (band)
Lush is een Britse alternatieve rockband, die bestond van 1987 tot 1998. In 2015 pakte de band de draad weer op. Lush was een van de eerste bands waarvan het geluid als shoegaze werd betiteld.

## Samenstelling en geschiedenis
Lush werd in 1988 opgericht door Chris Acland, Emma Anderson, Meriel Barham, Miki Berenyi en Steve Rippon. Meriel Barham, die later bij de Pale Saints zou spelen, verliet de groep voordat de eerste studio-opnamen waren begonnen. In 1989 tekende Lush bij platenlabel 4AD en in datzelfde jaar kwam Scar uit, een minialbum met zes nummers. In 1992 verliet Steve Rippon de band; hij werd vervangen door Phil King. Hetzelfde jaar speelde Lush op Lollapalooza. In 1996 pleegde drummer Chris Acland zelfmoord en stopte de band met spelen. In 1998 werd Lush officieel opgeheven.
In september 2015 maakte de band een reünie bekend waarin concerten en nieuwe nummers werden aangekondigd voor 2016. Naast Mikki Berenyi, Emma Anderson en Phil King werd Lush aangevuld met een nieuwe drummer, Justin Welch. Voordien was hij drummer bij de Britse band Elastica.

## Discografie

### Studioalbums
| Titel            | Verschijningsdatum | Drager                    | Label | Code     |
| ---------------- | ------------------ | ------------------------- | ----- | -------- |
| Scar (minialbum) | 9 oktober 1989     | lp/cd                     | 4AD   | JAD 911  |
| Spooky           | 27 januari 1992    | lp/cd/dubbel-10"/cassette | 4AD   | CAD 2002 |
| Split            | 13 juni 1994       | lp/cd/cassette            | 4AD   | CAD 4011 |
| Lovelife         | 4 maart 1996       | lp/cd/cassette            | 4AD   | CAD 6004 |

### Compilaties
| Titel              | Verschijningsdatum | Drager          | Plaats     | Label           | Code         |
| ------------------ | ------------------ | --------------- | ---------- | --------------- | ------------ |
| Gala               | 3 december 1990    | lp/cd/cassette  | Wereldwijd | 4AD             | CAD 0017     |
| Cookie             | december 1994      | cd              | Japan      | Nippon Columbia | COCY-78365   |
| Topolino           | augustus 1996      | cd (9 nummers)  | Japan      | Nippon Columbia | COCY-80351   |
| Topolino           | augustus 1997      | cd (12 nummers) | Canada     | Polygram/4AD    | 76974 2110 2 |
| Ciao! Best of Lush | 19 maart 2001      | cd, dubbel-lp   | Wereldwijd | 4AD             | CAD 2K22     |
| Chorus             | 11 december 2015   | 5-dubbel-cd     | Wereldwijd | 4AD             | LUSHBOX1     |
| Origami            | 16 april 2016      | 5-dubbel-lp     | Wereldwijd | 4AD             | CAD 3613     |

### Singles en ep's
| Titel                          | Verschijningsdatum | Drager              | Code                  | Album    |
| ------------------------------ | ------------------ | ------------------- | --------------------- | -------- |
| Mad Love                       | 26 februari 1990   | 12"/cd/cassette     | BAD 0003              | –        |
| Sweetness and Light            | 15 oktober 1990    | 7"/12"/cd/cassette  | BAD 0013              | Gala     |
| "De-Luxe"                      | maart 1991         | Radiopromo-cd       | PRO-CD-4662           | Gala     |
| "Nothing Natural"/Black Spring | 7 oktober 1991     | 7"/cassette/12"/cd  | BAD 1016              | Spooky   |
| "Nothing Natural"              | 29 oktober 1991    | cd                  | 9 40231-2 (alleen VS) | Spooky   |
| "For Love"                     | 30 december 1991   | 10"/12"/cd/cassette | BAD 2001              | Spooky   |
| "Superblast!"                  | februari 1992      | Radiopromo-cd       | PRO-CD-5471           | Spooky   |
| "Hypocrite"                    | 30 mei 1994        | 7"/12"/cd           | BAD 4008              | Split    |
| "Desire Lines"                 | 30 mei 1994        | 7"/12"/cd           | BAD 4010              | Split    |
| "Single Girl"                  | 8 januari 1996     | 7"/dubbel-cd 1      | BAD 6001              | Lovelife |
| Ladykillers                    | 26 februari 1996   | 7"/dubbel-cd 1      | BAD 6002              | Lovelife |
| "500 (Shake Baby Shake)"       | 15 juli 1996       | 7"/dubbel-cd 1      | BAD 6009              | Lovelife |
| Blind Spot                     | 22 april 2016      | 12"/cd/cassette     | –                     | –        |

1 De cd-uitgaven "Single Girl", "Ladykillers" en "500 (Shake Baby Shake)" hebben ieder andere nummers op de B-kant.

## Afbeeldingen

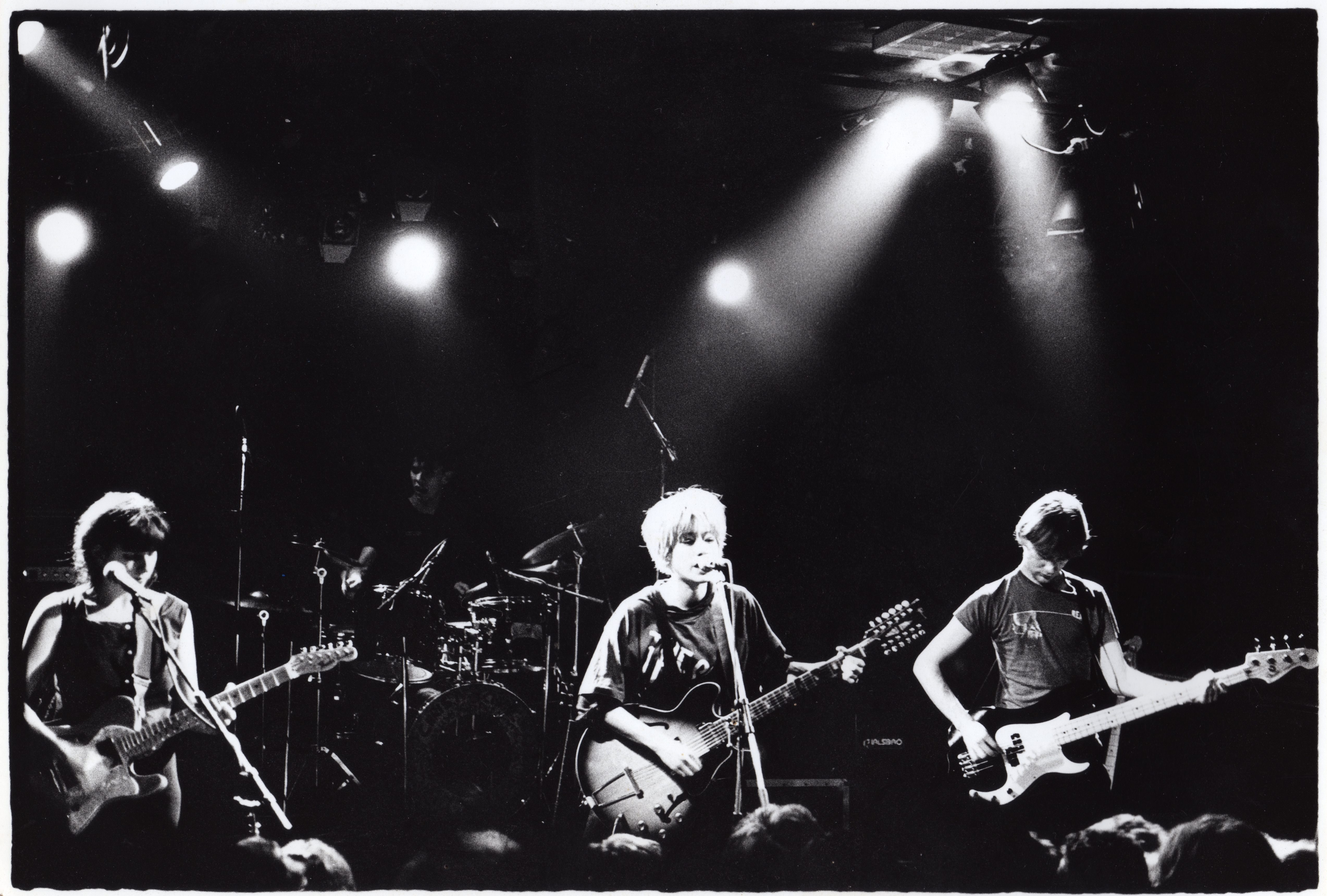
Live in Rennes (Frankrijk), April 1990
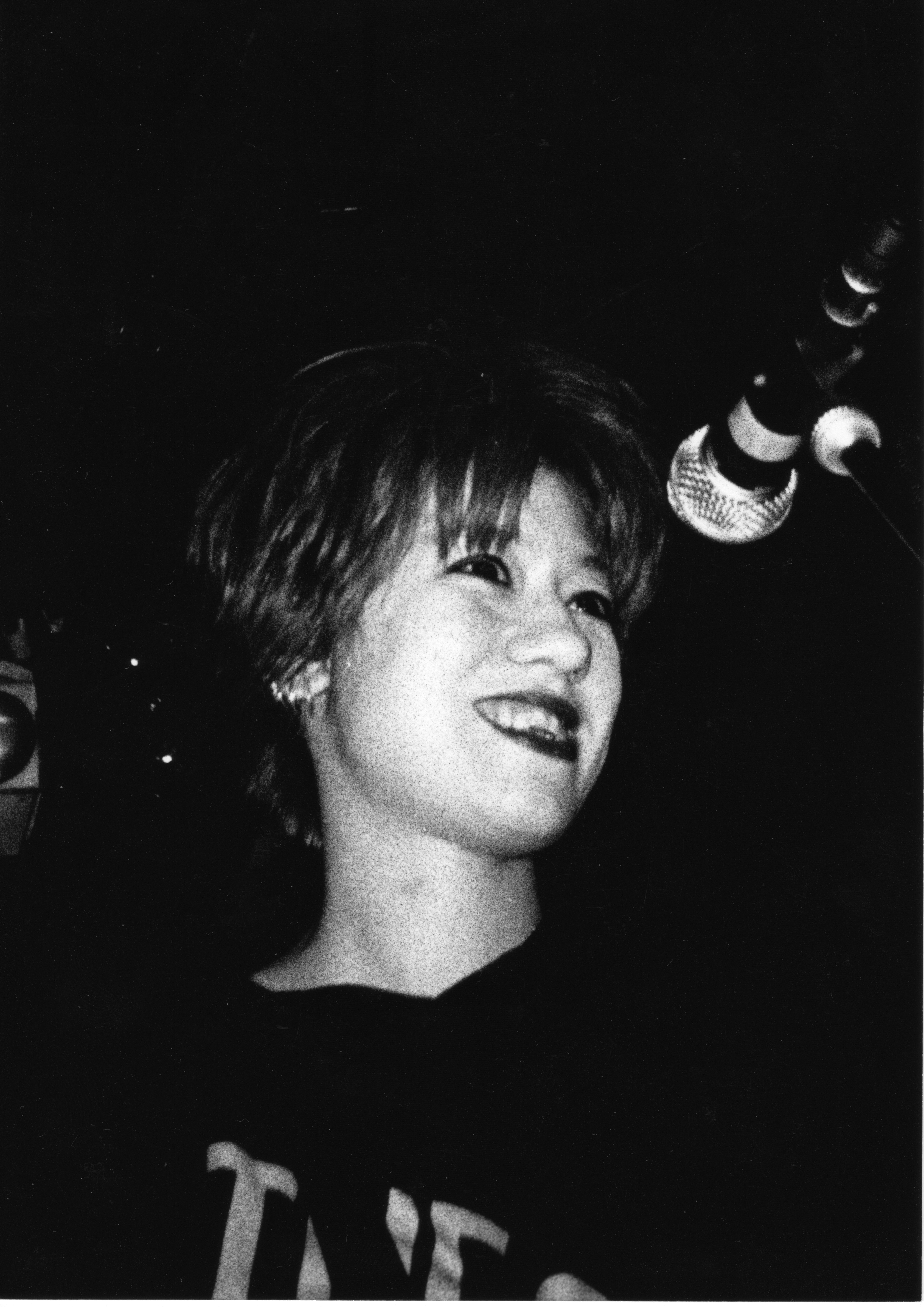
Miki Berenyi, April 1990, Rennes(Frankrijk)
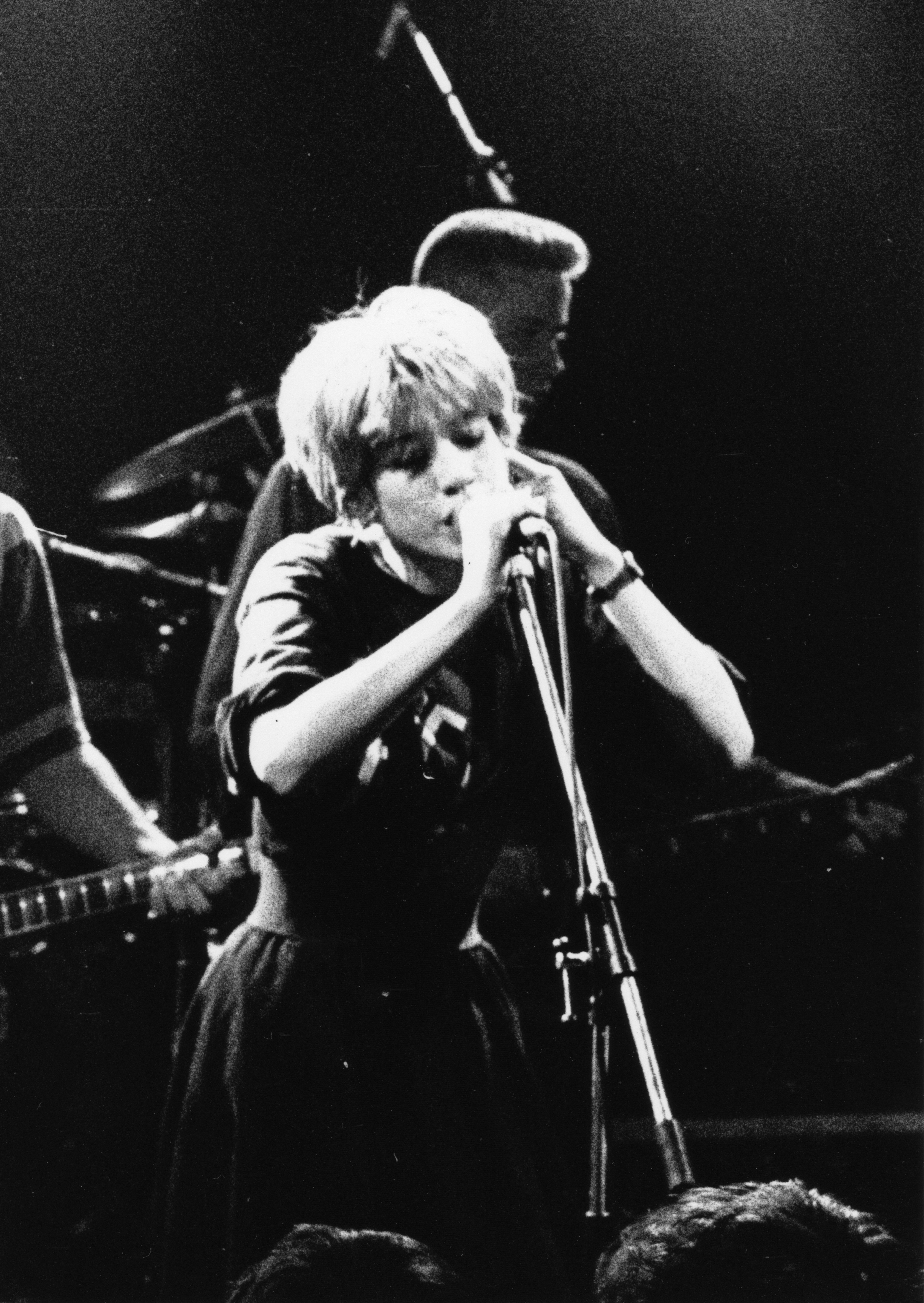
Miki Berenyi, April 1990, Rennes(Frankrijk)
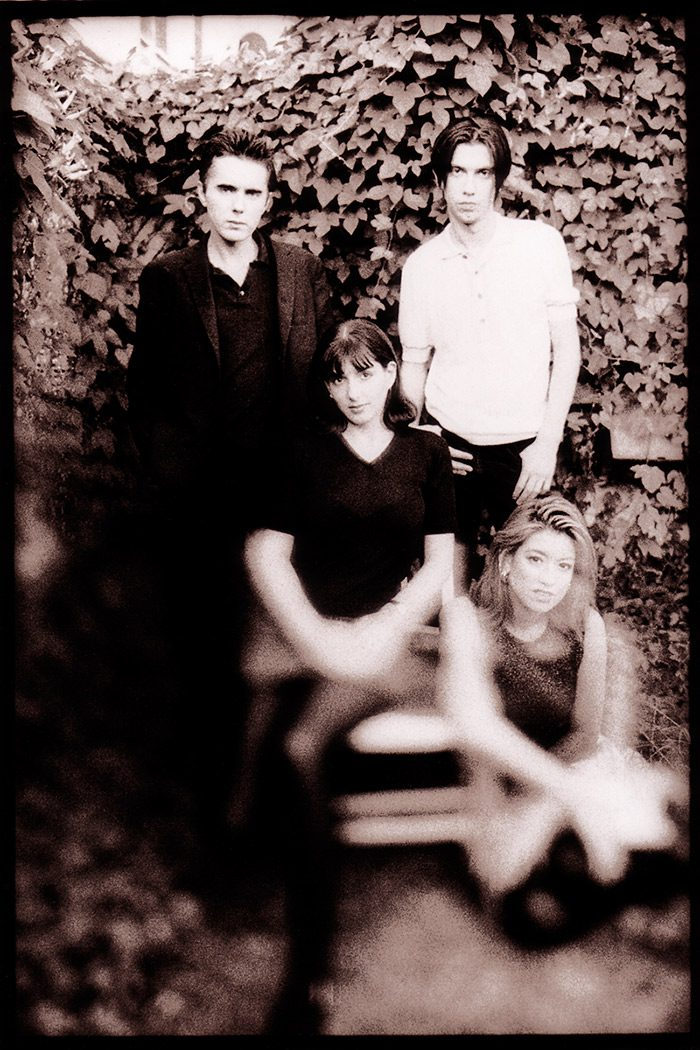